# Désiré Carré
Désiré Carré (Courcelles-sur-Seine, 21 de mayo de 1923 - 8 de septiembre de 2014) fue un futbolista francés que jugaba en la demarcación de centrocampista.

## Biografía
Debutó como futbolista en 1945 con el Le Havre AC. Jugó en el club durante tres temporadas, llegando a marcar 21 goles en 62 partidos jugados. En 1947 se fue al OGC Niza, jugando en la Ligue 2. Al finalizar la temporada consiguió quedar en primera posición, ascendiendo así a la Ligue 1. En 1950 fue el quinto máximo goleador de la liga, con 18 goles anotados. Durante las dos temporadas siguientes ganó de forma consecutiva la Ligue 1, ganando además en 1952 la Copa de Francia. Posteriormente jugó en el Racing Estrasburgo, y finalmente en el CA Paris, donde se retiró como futbolista en 1957. Tras dejar su carrera como futbolista, entrenó durante un año al Tours FC.
Falleció el 8 de septiembre de 2014 a los 91 años de edad.

## Selección nacional
Jugó un partido amistoso con la selección de fútbol de Francia el 13 de noviembre de 1949 contra Checoslovaquia, partido que acabó por 1-0.

## Clubes

### Como futbolista
| Club               | País    | Año         | Partidos | Goles |
| ------------------ | ------- | ----------- | -------- | ----- |
| Le Havre AC        | Francia | 1944 - 1947 | 62       | 21    |
| OGC Niza           | Francia | 1947 - 1952 | 156      | 65    |
| Racing Estrasburgo | Francia | 1952 - 1955 | 63       | 16    |
| CA Paris           | Francia | 1955 - 1957 | 56       | 15    |

### Como entrenador
| Club     | País    | Año         |
| -------- | ------- | ----------- |
| Tours FC | Francia | 1957 - 1958 |

## Palmarés

### Campeonatos nacionales
| Título          | Club     | País    | Año  |
| --------------- | -------- | ------- | ---- |
| Ligue 1         | OGC Niza | Francia | 1951 |
| Ligue 1         | OGC Niza | Francia | 1952 |
| Copa de Francia | OGC Niza | Francia | 1952 |
| Ligue 2         | OGC Niza | Francia | 1948 |